# NGC 78A
NGC 78A (ook wel NGC 78-1, UGC 193, MCG 0-2-4, PGC 1306 of ZWG 383.1) is een balkspiraalstelsel in het sterrenbeeld Vissen. Het hemelobject ligt dicht bij een ander sterrenstelsel dat het nummer NGC 78B draagt.
NGC 78A werd in 1879 ontdekt door de Deense astronoom Carl Frederick Pechüle.